# Zasłużony Mistrz Sportu ZSRR

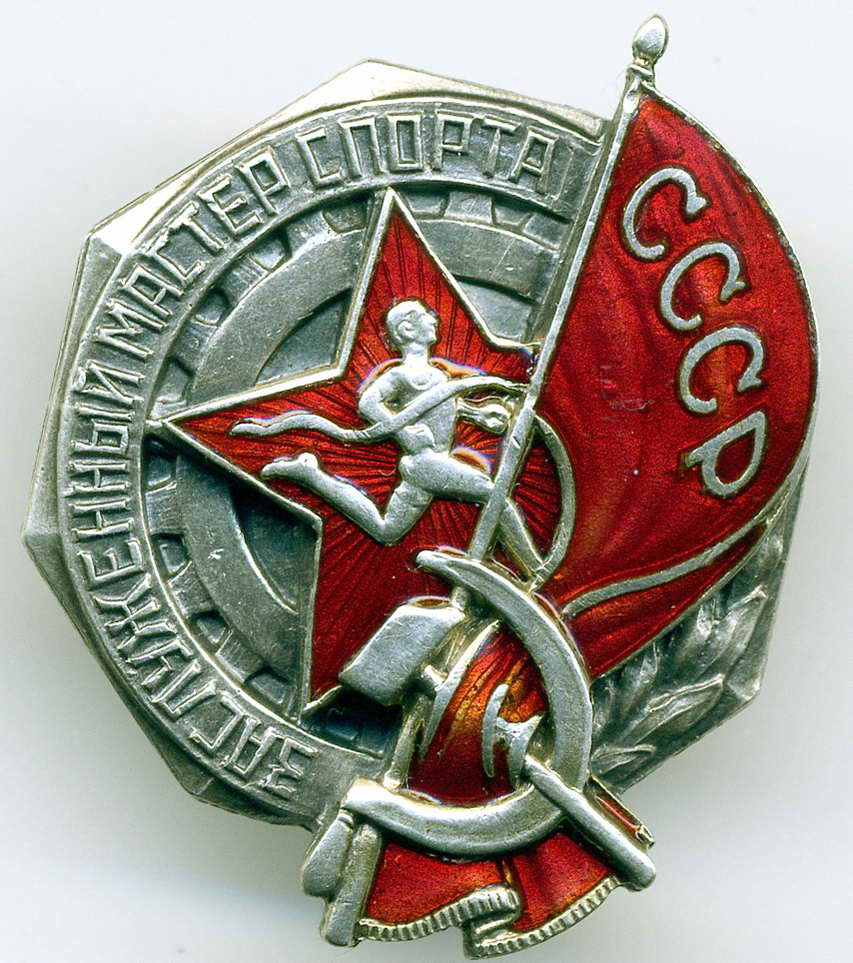
Odznaka ZMS

Zasłużony Mistrz Sportu (ZMS) (ros. Заслуженный мастер спорта СССР, [ЗМС]) – najwyższy honorowy tytuł sportowy w Związku Radzieckim.
Tytuł Zasłużony Mistrz Sportu został wprowadzony uchwałą Centralnego Komitetu Wykonawczego Związku Socjalistycznych Republik Radzueckich 27 maja 1934 roku.
Uhonorowani sportowcy uprawiali różne dyscypliny, m.in. piłkę nożną, hokej na lodzie, tenis. Nazwa Zasłużony Mistrz Sportu ZSRR została ustanowiona dekretem Prezydium Rady Najwyższej Związku Socjalistycznych Republik Radzieckich z dnia 21 września 1983 roku.